# IIICD隕石
IIICD隕鐵是原始無球粒隕石的一群，它們與IAB隕石和文諾納隕石屬於同一岩族。

## 說明
IIICD隕石主要包括夾雜著矽酸鹽的隕鐵。這些矽酸鹽雜質與IAB隕石的雜質幾乎一致，包括低鈣輝石、高鈣輝石、橄欖石、斜長石、隕硫鐵、石墨、磷酸、隕鐵、微量隕硫鉻鐵和鉻鐵。

## 母體
它似乎與IAB隕石和文諾納隕石源自相同的母體。還不清楚IIICD隕石的起源，它們應該源自相同或非常相似的小行星。

## 分類
因為它們有矽酸鹽雜質和部分熔融的跡象，所以被類為原始無球粒隕石。這些雜質與IAB隕石的幾乎完全相同，而且兩者都與文諾納隕石相似，因此這三者被分類為IAB-IIICD-文諾納岩族。